# Saint-Jean-de-Vaulx
Saint-Jean-de-Vaulx település Franciaországban, Isère megyében. Lakosainak száma 526 fő (2022. január 1.). Saint-Jean-de-Vaulx Saint-Pierre-de-Mésage, Saint-Théoffrey, Laffrey, Notre-Dame-de-Vaulx és Saint-Georges-de-Commiers községekkel határos.

## Népesség
A település népessége az elmúlt években az alábbi módon változott:
| Lakosok száma | 174  | 226  | 331  | 486  | 547  | 542  | 532  | 529  | 530  | 526  |
|               | 1968 | 1982 | 1990 | 2006 | 2013 | 2015 | 2017 | 2019 | 2020 | 2022 |